# HMS Agincourt (D86)
Pour les autres navires du même nom, voir HMS Agincourt.
Le HMS Agincourt est un destroyer de classe Battle de la Royal Navy.
Le nom fait référence à la bataille d'Azincourt.

## Histoire
En 1948, l’Agincourt rejoint la 4e flottille de destroyers (en) au sein de la Home Fleet. En 1951, il devient le chef de la flottille. En juin 1953, il participe à la revue de la flotte à Spithead, à l'occasion du couronnement de la reine Élisabeth II. La même année, il rejoint la 4e escadre de destroyers (en) au sein de la Home Fleet et la Mediterranean Fleet. En novembre 1956, il fait partie de la force de la Royal Navy déployée dans l'est de la Méditerranée pendant la crise de Suez. En 1957, l'escadre retourne en Méditerranée.
En 1959, l’Agincourt et trois sister-ships sont convertis en piquet radar. La conversion comprend l'ajout du missile Sea Cat et d'un nouveau radar, ainsi que des armes anti-aériennes plus récentes. En 1962, il reprend son service actif et entre en service au sein de la Home Fleet et la Mediterranean Fleet dans diverses escadres. Le 16 novembre 1962, il participe à la recherche d'un hélicoptère du porte-avions Hermes, qui a disparu au large du cap de St David's (il transportait notamment l'homme politique Lord Windlesham, porté disparu après l'accident). Le lendemain, il fait le plein à Milford Haven quand on lui ordonne de porter secours au ravitailleur RFA Green Ranger, qui est en difficulté alors qu'il était remorqué par une grosse mer au large de Hartland Point, sur la côte du Devon. Au moment où l’Agincourt atteint Hartland Point, le câble de remorquage du Green Ranger s'est séparé et le pétrolier s'est échoué. L’Agincourt illumine le Green Ranger à l'aide de projecteurs tandis que le navire de sauvetage d'Appledore tente de sauver les sept hommes à bord du Green Ranger, jusqu'à ce qu'ils soient hélitreuillés.
En 1966,  l’Agincourt est réduit à la réserve opérationnelle et ensuite mis au rebut en 1972. Il est démantelé à Sunderland en 1974.

## Officiers de commandement
| De   | À    | Capitaine                            |
| ---- | ---- | ------------------------------------ |
| 1948 | 1949 | Capitaine Ralph G Swallow RN         |
| 1949 | 1950 | Capitaine Deric D E Holland RN       |
| 1951 | 1952 | Capitaine Martin J Evans RN          |
| 1952 | 1954 | Capitaine J Lee-Barber DSO RN        |
| 1954 | 1956 | Capitaine Nicholas A Copeman RN      |
| 1956 | 1957 | Capitaine Derick H F Hetherington RN |
| 1957 | 1959 | Capitaine Erroll N Sinclair RN       |
| 1959 | 1962 | Reconversion                         |
| 1962 | 1964 | Commander Elgar RN                   |
| 1964 | 1964 | Commandant D J Hallifax RN           |
| 1964 | 1966 | Lieutenant-Commandant C Grant RN     |